# Pseudagrion glaucum
Pseudagrion glaucum is een juffer uit de familie van de waterjuffers (Coenagrionidae).
De wetenschappelijke naam van de soort werd in 1900 als Coenagrion glaucum gepubliceerd door Bror Yngve Sjöstedt.